# Dolderbahn

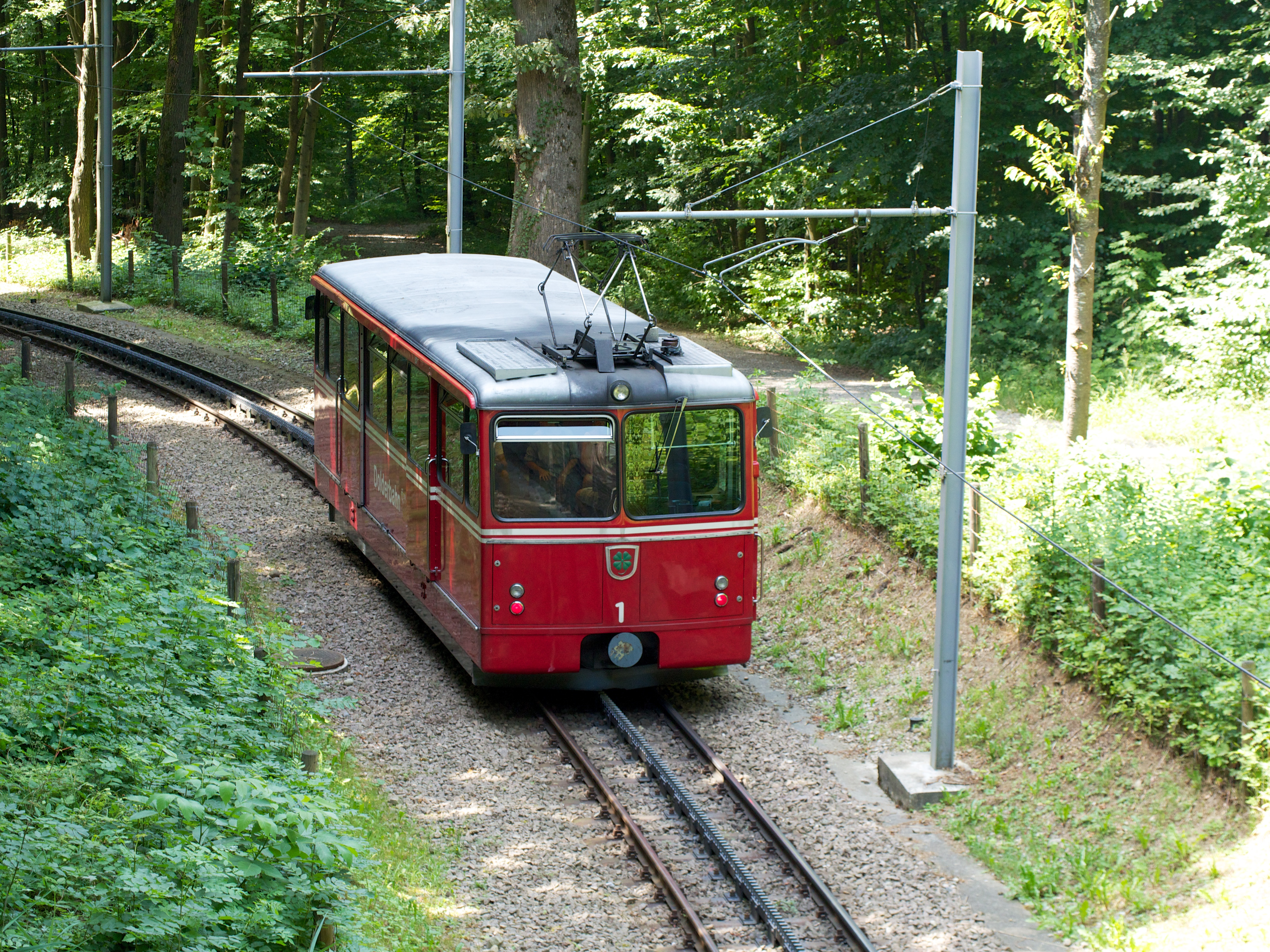
Widok z trasy

Dolderbahn – kolej zębata, znajdująca się w Zurychu i łącząca przystanek tramwajowy Römerhof (446 m n.p.m.) ze stacją Dolder (606 m n.p.m.) w masywie Adlisbergu (kulminacja 701 m n.p.m.).
Kolej o rozstawie szyn 1000 mm ma długość 1328 metrów i nachylenie trasy 180-196‰. Napędzana jest elektrycznie prądem o napięciu 600 V. Kolejne przystanki pośrednie to: Titlisstrasse (0,4 km, 486 m n.p.m.), Ausweichstelle (0,6 km, 510 m n.p.m.), Waldhaus (0,8 km, 547 m n.p.m.). Początkowo była to kolej linowo-terenowa, działająca od 1895, tylko do przystanku Waldhaus. 5 czerwca 1899 uruchomiono tramwaj łączący przystanek Waldhaus z Grand Hotelem Dolder, niemający połączenia z resztą sieci tramwajowej w Zurychu. Działał on do końca 1930, kiedy to zastąpiono go autobusem. Od 1973 kolej linowo-terenową zamieniono na zębatą i przedłużono od przystanku Waldhaus do Grand Hotelu Dolder.